# Gravyridol

Gravuremodeller poserar i Akihabara.

Gravureidoler (グラビアアイドル gurabia aidoru) är japanska modeller som ofta poserar i bikini och annan utmanande klädsel för diverse olika herrmagasin. De är kända för sina stora bröst och suggestiva poseringar. Dock visar de inget naket eller utför sexuella handlingar i sitt arbete, främst eftersom de kan vara så unga som 12 år.

## Exempel på gravureidoler
- Reon Kadena
- Kana Tsugihara
- Yoko Matsugane
- Rio Natsume
- Miwa Oshiro
- Fuko